# Międzynarodowe Braterstwo Adwentystów Dnia Siódmego
Międzynarodowe Braterstwo Adwentystów Dnia Siódmego (ang. Seventh-Day Adventist Kinship International, w skrócie: SDA Kinship) – chrześcijańska organizacja religijna,  zrzeszająca adwentystów dnia siódmego o orientacji homoseksualnej i biseksualnej oraz osoby transseksualne i transgenderyczne. Heteroseksualiści akceptujący LGBT również mogą być członkami wspólnoty.

## Historia i nauczanie
Braterstwo wyłoniło się z Kościoła Adwentystów Dnia Siódmego w roku 1976. Stanowisko Kościoła Adwentystów Dnia Siódmego, otwarcie potępiające praktyki homoseksualne jako grzech oraz popierające praktykę wyłączania praktykujących homoseksualnych adwentystów ze zborów, stało się przyczyną zawiązania Międzynarodowego Braterstwa Adwentystów Dnia Siódmego.
Międzynarodowe Braterstwo Adwentystów Dnia Siódmego uważa, że każdy człowiek został stworzony na obraz Boży i dlatego też nie wolno dyskryminować nikogo z powodu jego orientacji seksualnej. Wiara homoseksualnych adwentystów opiera się prawie w całości na zasadach Kościoła Adwentystów Dnia Siódmego, a więc akceptują Biblię jako nieomylne źródło wiary, uznają powszechny upadek rodzaju ludzkiego, pojednawczą śmierć Jezusa Chrystusa za grzechy ludzkie, Bożą ofertę zbawienia z łaski przyjmowanego wiarą, świętość sabatu, bliskie powtórne przyjście Chrystusa. Braterstwo odrzuca naukę o nieśmiertelności duszy ludzkiej, modlitwę do świętych, kult maryjny. Praktykuje się trzy obrzędy: chrzest dorosłych przez zanurzenie, Wieczerzę Pańską pod obiema postaciami oraz umywanie nóg. Niektórzy członkowie przyjmują dar proroczy Ellen G. White.

## Struktura i działalność
Prezydentem Braterstwa jest pastor Bob Bouchard, zaś wiceprezydentem – pastor Taylor Ruhl. Braterstwo prowadzi aktywną działalność wydawniczo-ewangelizacyjną na całym świecie. Prowadzi cotygodniowe nabożeństwa sobotnie, organizuje doroczne konferencje oraz liczne seminaria. Obecnie Braterstwo ma oficjalne przedstawicielstwa na terenie Stanów Zjednoczonych, Kanady, Meksyku, Brazylii, Holandii, Niemiec, Wielkiej Brytanii, Australii oraz Nowej Zelandii.